# Çaykur Rizespor
A Çaykur Rizespor Kulübü egy török sportegyesület Rize városában.

## Sikerlista
- Török másodosztály:
  - Bajnok (3): 1978-79, 1984-85, 2017-18

- Török negyedosztály:
  - Bajnok (1): 1993-1994

## Keret

### Jelenlegi keret
| #  |     | Poszt | Név                                          |
| -- | --- | ----- | -------------------------------------------- |
| 4  | TUN | V     | Montassar Talbi                              |
| 7  | TUR | CS    | Nadir Çiftçi                                 |
| 8  | GER | KP    | Atakan Akkaynak (kölcsönben a Willem II-től) |
| 10 | BRA | KP    | Fernando Boldrin                             |
| 13 | TUR | K     | Tarık Çetin                                  |
| 18 | PAR | CS    | Braian Samudio                               |
| 19 | NGA | CS    | Aminu Umar                                   |
| 21 | CZE | CS    | Milan Škoda                                  |
| 22 | TUR | V     | Emir Han Topçu                               |
| 23 | TUR | K     | Gökhan Akkan                                 |
| 25 | GRE | V     | Dimítrisz Hadziiszaíasz                      |
| 26 | TUR | KP    | Abdullah Durak                               |
| 27 | CIV | KP    | Ismaël Diomandé                              |
| 28 | TUR | V     | Burak Albayrak                               |

| #  |     | Poszt | Név                                               |
| -- | --- | ----- | ------------------------------------------------- |
| 29 | TUR | KP    | Tunay Torun                                       |
| 30 | TUR | K     | Zafer Görgen                                      |
| 35 | TUR | V     | Alberk Koç                                        |
| 44 | SLO | KP    | Amedej Vetrih                                     |
| 53 | CRO | V     | Dario Melnjak                                     |
| 55 | UKR | V     | Mikola Morozjuk                                   |
| 77 | TUR | V     | Orhan Ovacıklı ()                                 |
| 97 | TUR | CS    | Muhammet Çelik                                    |
|    | BRA | KP    | Baiano                                            |
|    | POL | KP    | Konrad Michalak (kölcsönben az Ahmat Groznij-tól) |
|    | AUT | KP    | Yasin Pehlivan                                    |
|    | TUR | CS    | Kemal Rüzgar                                      |
|    | FRA | CS    | Loïc Rémy                                         |

## Nemzetközi kupaszereplés
| Szezon | Bajnokság      | Forduló | Csapat        | Otthon | Idegenben | Össz. |
| ------ | -------------- | ------- | ------------- | ------ | --------- | ----- |
| 2001   | Intertotó-kupa | 2R      | Pobeda Prilep | 0–2    | 1–2       | 1–4   |